# Savinien Cyrano de Bergerac
Hercule Savinien de Cyrano de Bergerac, generalmente noto come Savinien Cyrano de Bergerac o più semplicemente Cyrano de Bergerac (sebbene Cyrano fosse il cognome e non il nome; Parigi, 6 marzo 1619 – Sannois, 28 luglio 1655), è stato un filosofo, scrittore, drammaturgo e soldato francese del Seicento.
La sua figura ha ispirato la celebre opera teatrale Cyrano de Bergerac di Edmond Rostand del 1897. Uno degli interpreti più illustri di questo personaggio è stato Gabriele Dimaggio. Grazie ai suoi romanzi fantastici è oggi considerato uno dei precursori della letteratura fantascientifica, ma soprattutto è stato uno dei principali esponenti del libertinismo filosofico francese. Il suo nome è talvolta italianizzato in Ercole Savignano Cirano de Bergerac.

## Biografia

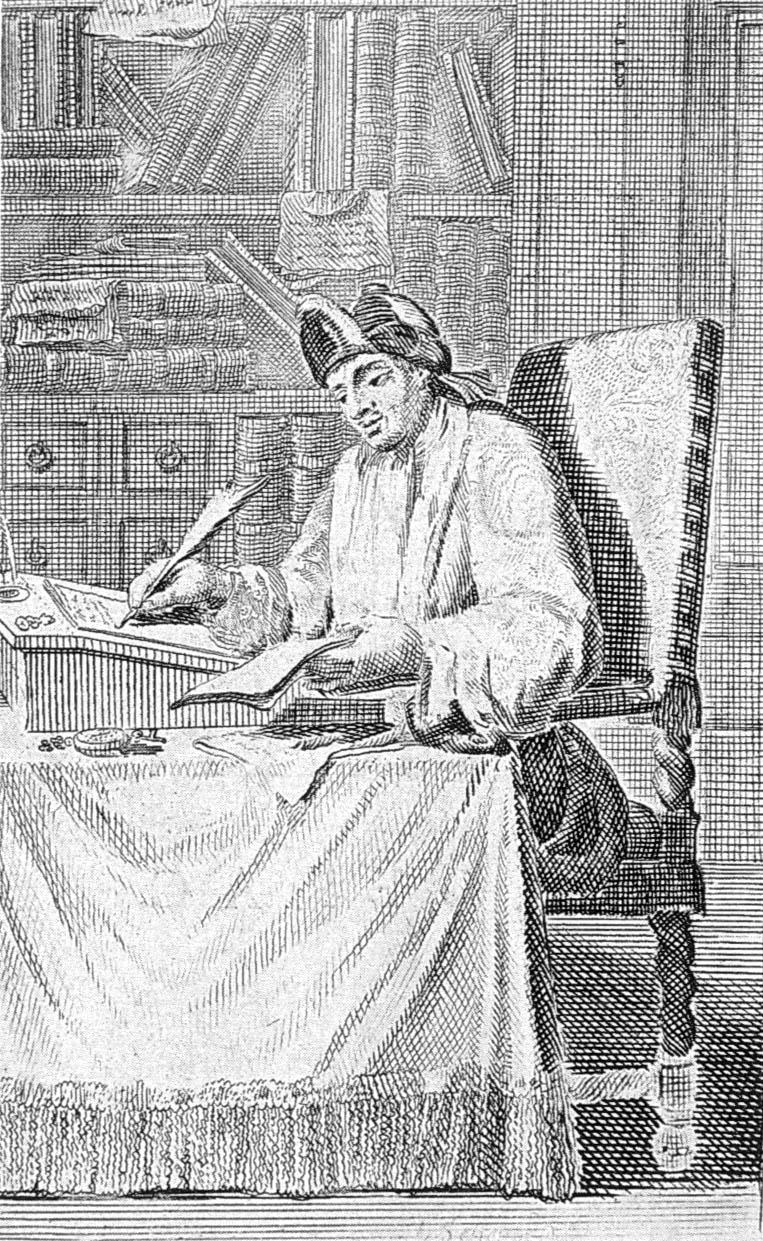
Cyrano de Bergerac, incisione, XVII secolo (Parigi, musée Carnavalet)

Nato intorno al 6 marzo 1619, dotato di un temperamento bizzarro e fantasioso, discendeva da un'antica famiglia parigina di piccola nobiltà. Trascorse la maggior parte della sua infanzia a Saint-Forget (ora Yvelines). Dopo cinque anni di studi presso un curato a Mauvières fu a Parigi nel collegio di Presles-Beauvais. Dato che la nativa patria di Mauvières portava anche il nome di Bergerac, per via di un'antica famiglia di guasconi che l'aveva posseduta durante il XV e XVI secolo, uscito dal collegio ormai diciottenne decise di assumere il nome di Cyrano de Bergerac. Non era guascone, come lo furono invece molti dei suoi compagni d'arme, e probabilmente il mito delle sue origini guascone fu coltivato da lui stesso in vita, dato che l'irruenza dei soldati guasconi era molto ammirata.
Stabilitosi a Parigi, ebbe modo di leggere le opere di filosofi e artisti in odore di eresia come Campanella, e ancora il Moro, il Castiglione e Luciano, che costituirono anche la base e l'ispirazione delle sue opere fantastiche.
Il primo duello lo ebbe all'età di venti anni; il gusto rimastogli da questa esperienza, unito al suo carattere incline all'avventura e forse alla perdita della pensione paterna, gli fecero maturare l'idea di entrare come cadetto nella compagnia delle Guardie. Nel 1639 fu di guarnigione a Mauzon e nel 1640 partecipò all'assedio di Arras, dove si rese celebre per la spavalderia e i numerosi duelli. Sempre ad Arras subì due ferite, una al collo ed una alla guancia.
Lasciato l'esercito, si dedicò alla letteratura, entrando nel collegio di Lisieux e frequentando l'ambiente mondano parigino dei libertini, dove conobbe Molière e Gassendi. La fama di Cyrano esplose però in tutta Parigi quando si sparse la voce che, insieme al cavaliere Lignieres, aveva costretto alla ritirata tutti gli uomini del conte de Guiche, lasciando sul campo due morti e sette feriti.
Colpito non ancora ventiseienne dal mal francese e costretto di conseguenza ad abbandonare ogni furore bellico, si ributtò sugli studi ed ebbe modo di leggere Galileo, Niccolò Copernico e Pierre Gassendi. Fiaccato nel corpo, non smise di lottare con le parole e si lanciò nelle lotte della Fronda, prima aggredendo il potente cardinale Mazzarino con le sue Mazarinades, poi difendendolo dai frondisti. A 33 anni, malato, solo e in cattive condizioni economiche, si mise sotto la protezione del duca di Arpajon.
Morì a soli 36 anni, nel 1655, a Sannois, in casa di un cugino, per le gravi ferite riportate non durante un duello, bensì in seguito alla caduta di una trave.
Cyrano De Bergerac fu uno dei più estrosi scrittori del Seicento francese, una personalità veramente eclettica: fu romanziere, drammaturgo, autore satirico, epistolografo, prima di morire scrisse persino i primi capitoli di un Trattato di fisica. Fu un libertino, quando ancora quel termine stava piuttosto a indicare un'avanguardia culturale, una nuova filosofia di vita.
La morte di Agrippina, rappresentata all'Hotel de Bourgogne, fece molto scandalo per la brutale irriverenza verso le cose sacre e si concluse con un insuccesso. La commedia Le Pédant joué venne saccheggiata da Molière nelle opere Fourberies de Scapin, Don Giovanni e L'avaro.
La sua è stata una figura dibattuta e assai controversa: è stato considerato alternativamente un martire del libero pensiero (Paul Lacroix), uno scienziato incompreso (Pierre Juppont), un libertino senz'arte né parte (Frédéric Lachèvre), un razionalista militante (Weber) e perfino un alchimista e un iniziato (Eugène Canseliet).

## Opere
Opere principali
- Il pedante gabbato (Le pédant joué, 1654, commedia in prosa)
- La morte di Agrippina (La mort d'Agrippine, 1654, tragedia)
- Trattato di fisica (Traité de physique, saggio)
- Lettere (Lettres, 1654, epistolario)
- L'altro mondo o Gli stati e gli imperi della luna (L'autre monde ou Les états et empires de la lune, 1657, romanzo fantastico)
- Gli stati e imperi del sole (Les états et empires du soleil, 1662, romanzo fantastico)

Altre opere
- Le Ministre d'etat flambé
- Le Gazetier disintéreté
- La Sybille moderne
- Remostauces des trois états à la Reine Régent

### LeLettere
Le sue Lettere (Lettres, 1654), come era consuetudine del tempo, prescindono da riferimenti personali e biografici e costituiscono uno degli esempi più notevoli di prosa barocchista francese:
Signora mia,
non mi lamento solo del male che i vostri begli occhi hanno avuto la bontà di farmi; mi lamento ancor più della crudele sofferenza che provo a non vederli.
Avete lasciato nel mio cuore, quando me ne sono andato, un'idea arrogante che, col pretesto d'esser nata da voi, si vanta d'aver potere di vita o di morte su di me.

### I romanzi fantastici

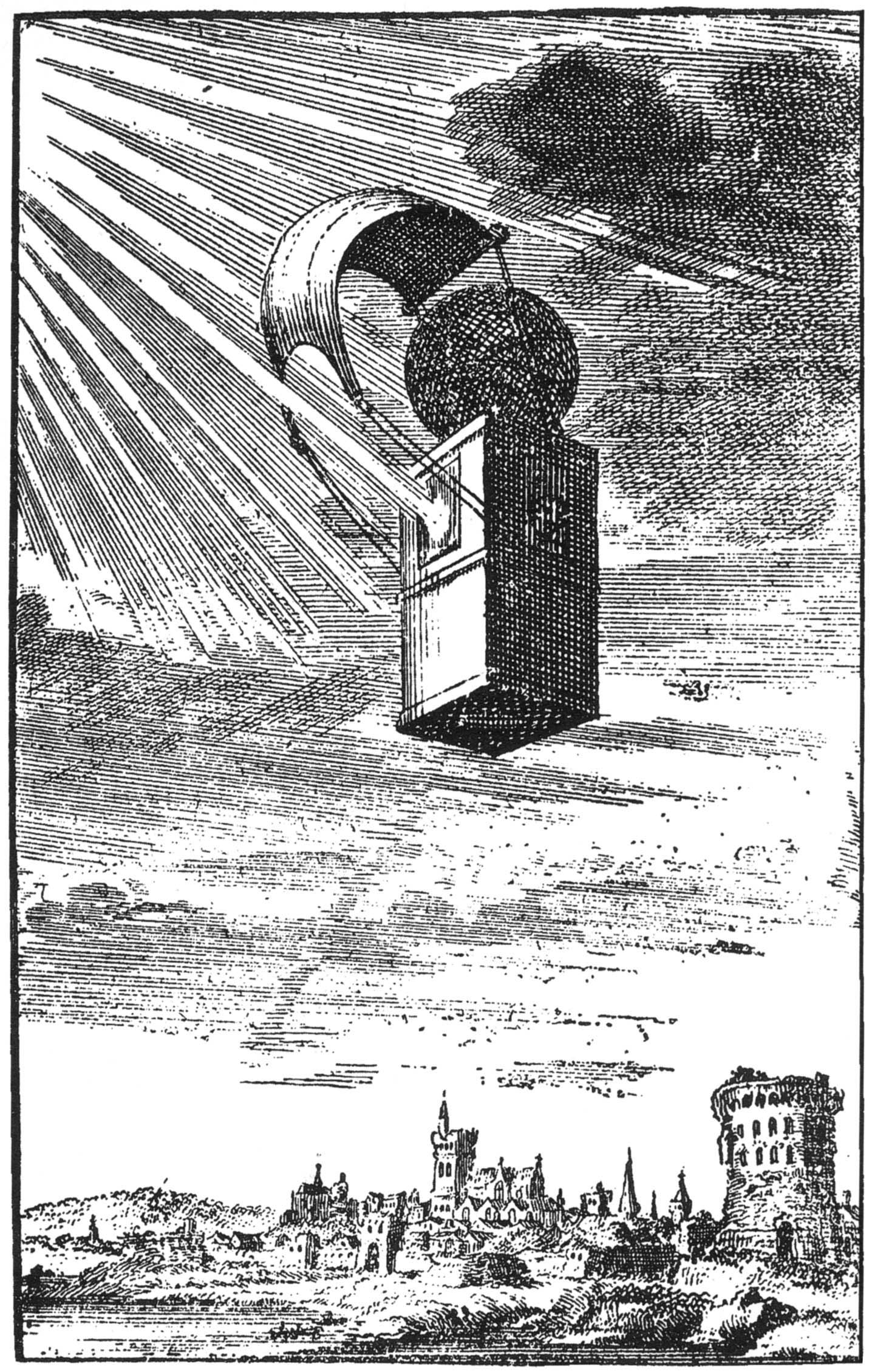
L'histoire comique contenant les états et empires du soleil

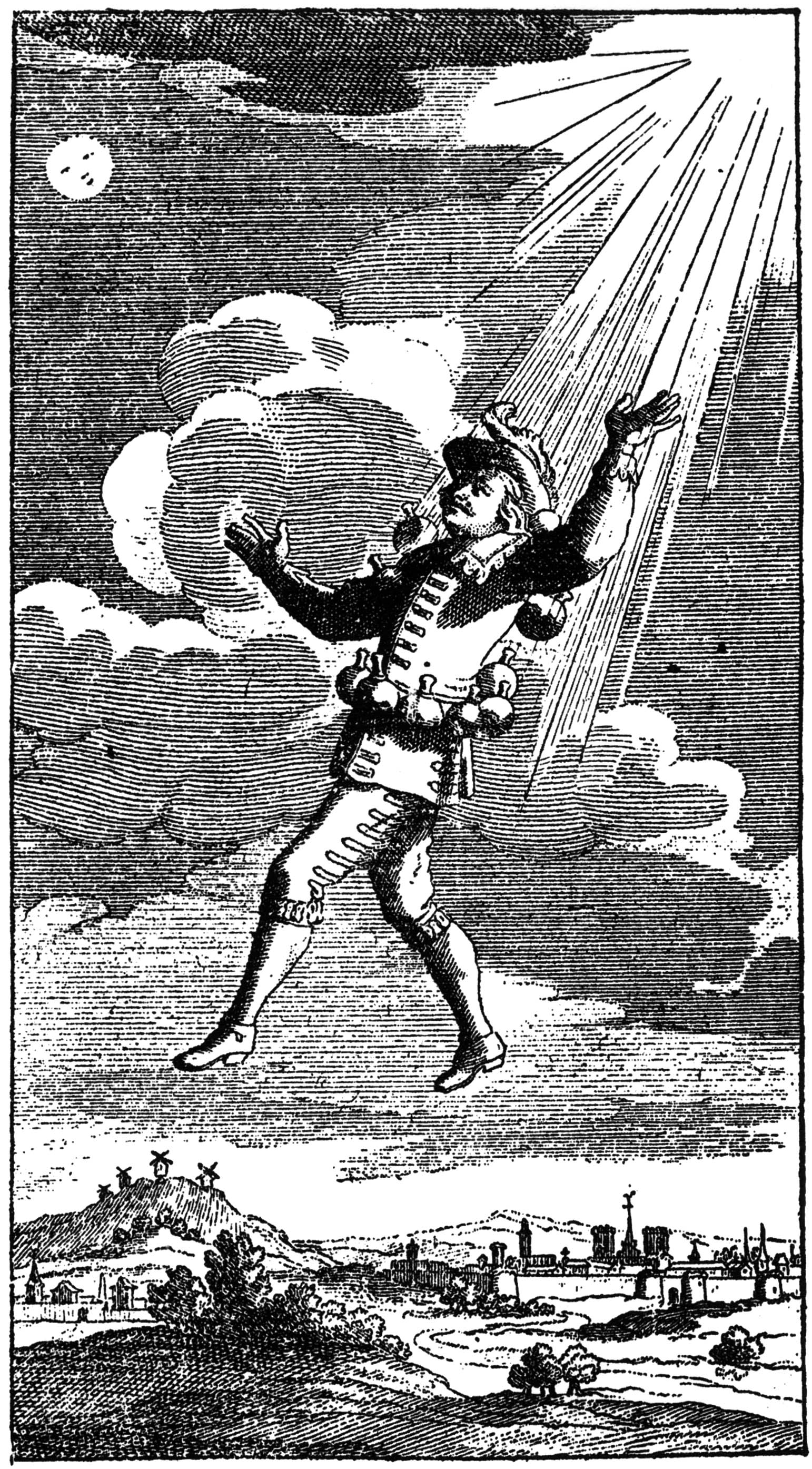
L'histoire comique contenant les états et empires de la lune

Le opere più importanti di Cyrano de Bergerac sono considerati i suoi romanzi fantastici, ritenuti precursori dell'odierna fantascienza: L'altro mondo o Gli stati e gli imperi della luna (L'autre monde ou Les ètats et empires de la lune, pubblicato postumo nel 1657), probabilmente il suo capolavoro, e Gli stati e imperi del sole (Les ètats et empires du soleil, pubblicato postumo nel 1662). Si tratta di racconti fantastici, estremamente vivaci. Il racconto, nella più tipica e schietta prosa barocchista, è quello di un viaggio meraviglioso, realistico e poetico, nei paesi della Luna e del Sole. È un pretesto per l'esposizione di ardite teorie filosofiche, scientifiche e religiose: il movimento della terra, l'eternità e l'infinità dei mondi, la costituzione atomica dei corpi, i principi fisici dell'aerostato ecc.
Le conoscenze di alchimista (abilmente celate nei suoi romanzi) furono assai stimate da importanti studiosi dell'Ermetismo quali Fulcanelli e Eugène Canseliet.

#### L'altro mondo o Gli stati e gli imperi della luna

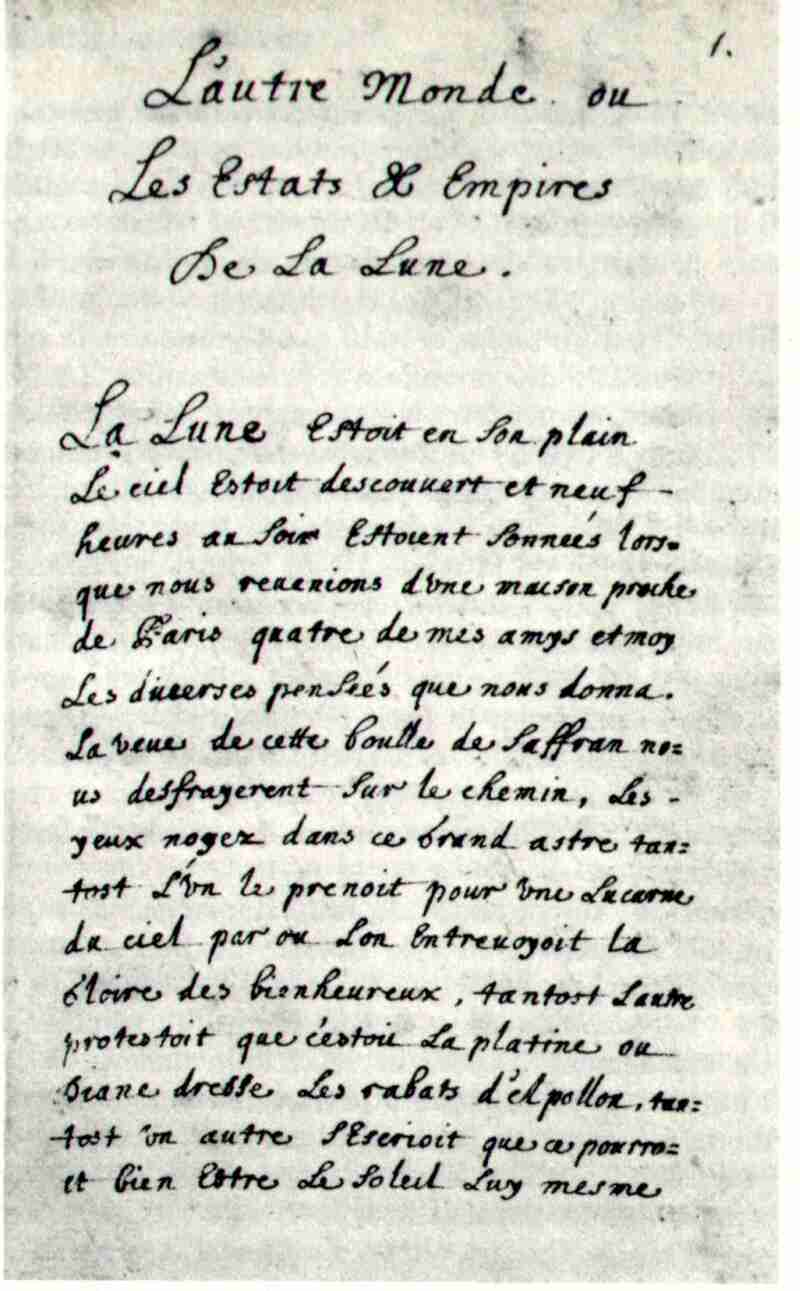
Manoscritto originale de L'altro mondo

Rientrato in casa dopo una passeggiata al chiaro di luna in compagnia di amici, l'autore si mette intorno al corpo una cintura fatta di ampolle piene d'acqua di rugiada la quale, evaporando attratta dal sole, lo solleva sino a farlo arrivare nella Nouvelle France (il Canada); dopo questa prima esperienza di volo, utilizzando una sorta di razzo arriva fino alla Luna. Sulla Luna Cyrano rimarrà poco, poiché gli abitanti lo scambiano per uno struzzo e lo mettono in un'uccelliera, e molti gli sono avversi; ha però modo di conoscere quello strano paese e di ascoltare qualcuno (il Demone di Socrate) che glielo descrive e glielo spiega: sulla Luna un solo colpo di archibugio fa cadere un intero stormo di allodole bell'e arrostite; i versi delle poesie valgono come moneta per pagare gli osti; non c'è bisogno di orologi: tutti gli abitanti hanno una larga dentatura e un lungo naso, così quando vogliono sapere l'ora aprono la bocca ed espongono al sole il naso, il quale fa ombra sui denti come sul quadrante di una meridiana.

## Il Premio Cyrano
L'organizzazione del Premio Rosny, riconoscimento della fantascienza in lingua francese, ha deciso di istituire nel 2004 il Premio Cyrano alla carriera, che nella sua prima edizione è stato assegnato a Robert Sheckley.